# Dynasty (2025)
Dynasty (2025) – druga gala wrestlingu w chronologii cyklu Dynasty wyprodukowana przez federację i dla zawodników All Elite Wrestling (AEW). Odbyła się 6 kwietnia 2025 w Liacouras Center w Filadelfii w stanie Pensylwania, co oznaczało pierwsze wydarzenie pay-per-view AEW, które odbyło się w Pensylwanii. Emisja była przeprowadzana na żywo za pośrednictwem Triller TV i Amazon Prime Video na całym świecie oraz w systemie pay-per-view.
Na gali odbyło się dwanaście walk, w tym dwie podczas pre-show Zero Hour. W walce wieczoru, Jon Moxley pokonał Swerve’a Stricklanda, aby zachować AEW World Championship. W innych ważnych walkach, Kenny Omega pokonał Ricocheta i "Speedball" Mike’a Bailey’ego w three-way matchu, aby zachować AEW International Championship, a Adam Cole pokonał Daniela Garcię, aby wygrać AEW TNT Championship. Wydarzenie było również okazją do powrotu The Young Bucks (Matthewa Jacksona i Nicholasa Jacksona) po przerwie trwającej od października 2024 roku..

## Produkcja

### Tło
W kwietniu 2024 roku amerykańska profesjonalna promocja wrestlingu All Elite Wrestling (AEW) zorganizowała wydarzenie pay-per-view (PPV) zatytułowane Dynasty. 22 stycznia 2025 roku ogłoszono, że drugie wydarzenie Dynasty odbędzie się 6 kwietnia tego roku w Liacouras Center w Filadelfii w stanie Pensylwania, oznaczając pierwsze wydarzenie PPV AEW, które odbędzie się w Pensylwanii, ustanawiając w ten sposób Dynasty jako coroczne wydarzenie PPV dla AEW.

### Rywalizacje
Revolution będzie oferowało walki profesjonalnego wrestlingu z udziałem wrestlerów należących do federacji All Elite Wrestling. Oskryptowane rywalizacje (storyline’y) kreowane są podczas cotygodniowych gal Dynamite oraz Collision. Wrestlerzy są przedstawieni jako heele (negatywni, źli zawodnicy i najczęściej wrogowie publiki) i face’owie (pozytywni, dobrzy i najczęściej ulubieńcy publiki), którzy rywalizują pomiędzy sobą w seriach walk mających budować napięcie. Kulminacją rywalizacji jest walka wrestlerska lub ich seria.

## Wyniki walk
| Nr                                                                   | Wyniki | Stypulacje | Czas  |
| -------------------------------------------------------------------- | --- | --- | ----- |
| 1P                                                                   | Nick Wayne i CRU (Action Andretti i Lio Rush) (z Kipem Sabianem i Mother Wayne) pokonali AR Foxa i Top Flight (Dante Martina i Dariusa Martina) (z Leilą Grey) poprzez pinfall | Trios match | 11:15 |
| 2P                                                                   | Anthony Bowens (z Billym Gunnem) pokonał Maxa Castera poprzez pinfall | Singles match | 0:40  |
| 3                                                                    | Will Ospreay pokonał Kevina Knighta poprzez pinfall | Ćwierćfinał turnieju Men’s Owen Hart Cup                                                                                 | 13:50 |
| 4                                                                    | The Hurt Syndicate (Bobby Lashley i Shelton Benjamin) (c) (z MVP) pokonali The Learning Tree (Big Billa i Bryana Keitha) poprzez pinfall                                       | Tag team match o AEW World Tag Team Championship                                                                         | 11:00 |
| 5                                                                    | Mercedes Moné pokonała Julię Hart poprzez pinfall | Ćwierćfinał turnieju Women’s Owen Hart Cup                                                                               | 13:00 |
| 6                                                                    | Death Riders (Claudio Castagnoli, Pac i Wheeler Yuta) (c) pokonali Rated FTR (Cope’a, Casha Wheelera i Daxa Harwooda) poprzez pinfall                                          | Trios match o AEW World Trios Championship                                                                               | 14:45 |
| 7                                                                    | "Timeless" Toni Storm (c) (z Lutherem) pokonała Megan Bayne (z Penelope Ford) poprzez pinfall                                                                                  | Singles match o AEW Women’s World Championship                                                                           | 15:25 |
| 8                                                                    | Kyle Fletcher (z Don Callisem) pokonał Marka Briscoe poprzez pinfall | Ćwierćfinał turnieju Men’s Owen Hart Cup                                                                                 | 16:15 |
| 9                                                                    | Bandido (maska) pokonał Chrisa Jericho (tytuł) poprzez pinfall | Title vs. Mask match o ROH World Championship                                                                            | 18:15 |
| 10                                                                   | Adam Cole pokonał Daniela Garcię (c) poprzez pinfall | Singles match o AEW TNT Championship Ten pojedynek nie miał limitu czasowego i nie była dozwolona ingerencja z zewnątrz. | 15:35 |
| 11                                                                   | Kenny Omega (c) pokonał Ricocheta i "Speedball" Mike’a Bailey’ego poprzez pinfall                                                                                              | Three-way match o AEW International Championship                                                                         | 31:00 |
| 12                                                                   | Jon Moxley (c) (z Mariną Shafir) pokonał Swerve’a Stricklanda (z Prince Naną) poprzez pinfall                                                                                  | Singles match o AEW World Championship                                                                                   | 31:35 |
| (c) – mistrz/mistrzyni przed walkąP – walka miała miejsce w pre-show | | |       |

### Turniej AEW International Championship Eliminator
|  |                                                       |                                                       |          |     |                           |                           |
|  | Kwalifikacje Dynamite (12 marca) Collision (15 marca) | Kwalifikacje Dynamite (12 marca) Collision (15 marca) |          |     | Finał Dynamite (19 marca) | Finał Dynamite (19 marca) |
|  | Kwalifikacje Dynamite (12 marca) Collision (15 marca) | Kwalifikacje Dynamite (12 marca) Collision (15 marca) |          |     | Finał Dynamite (19 marca) | Finał Dynamite (19 marca) |
|  |                                                       |                                                       |          |     |                           |                           |
|  |                                                       |                                                       |          |     |                           |                           |
|  | Orange Cassidy                                        | Pin                                                   |          |     |                           |                           |
|  | Orange Cassidy                                        | Pin                                                   |          |     |                           |                           |
|  | Hechicero                                             | 10:09                                                 |          |     |                           |                           |
|  | Hechicero                                             | 10:09                                                 |          |     |                           |                           |
|  |                                                       |                                                       |          |     |                           |                           |
|  |                                                       |                                                       |          |     |                           |                           |
|  | The Beast Mortos                                      | 10:57                                                 |          |     |                           |                           |
|  | The Beast Mortos                                      | 10:57                                                 |          |     | Orange Cassidy            | —                         |
|  | "Speedball" Mike Bailey                               | Pin                                                   |          |     | Orange Cassidy            | —                         |
|  | "Speedball" Mike Bailey                               | Pin                                                   |          |     | "Speedball" Mike Bailey   | Pin                       |
|  |                                                       |                                                       |          |     | "Speedball" Mike Bailey   | Pin                       |
|  |                                                       |                                                       | Ricochet | Pin |                           |                           |
|  | Katsuyori Shibata                                     | 12:34                                                 | Ricochet | Pin |                           |                           |
|  | Katsuyori Shibata                                     | 12:34                                                 |          |     | Mark Davis                | 17:57                     |
|  | Ricochet                                              | Pin                                                   |          |     | Mark Davis                | 17:57                     |
|  | Ricochet                                              | Pin                                                   |          |     |                           |                           |
|  |                                                       |                                                       |          |     |                           |                           |
|  |                                                       |                                                       |          |     |                           |                           |
|  | Mark Briscoe                                          | 12:15                                                 |          |     |                           |                           |
|  | Mark Briscoe                                          | 12:15                                                 |          |     |                           |                           |
|  | Mark Davis                                            | Pin                                                   |          |     |                           |                           |
|  | Mark Davis                                            | Pin                                                   |          |     |                           |                           |